# Jens Düppe

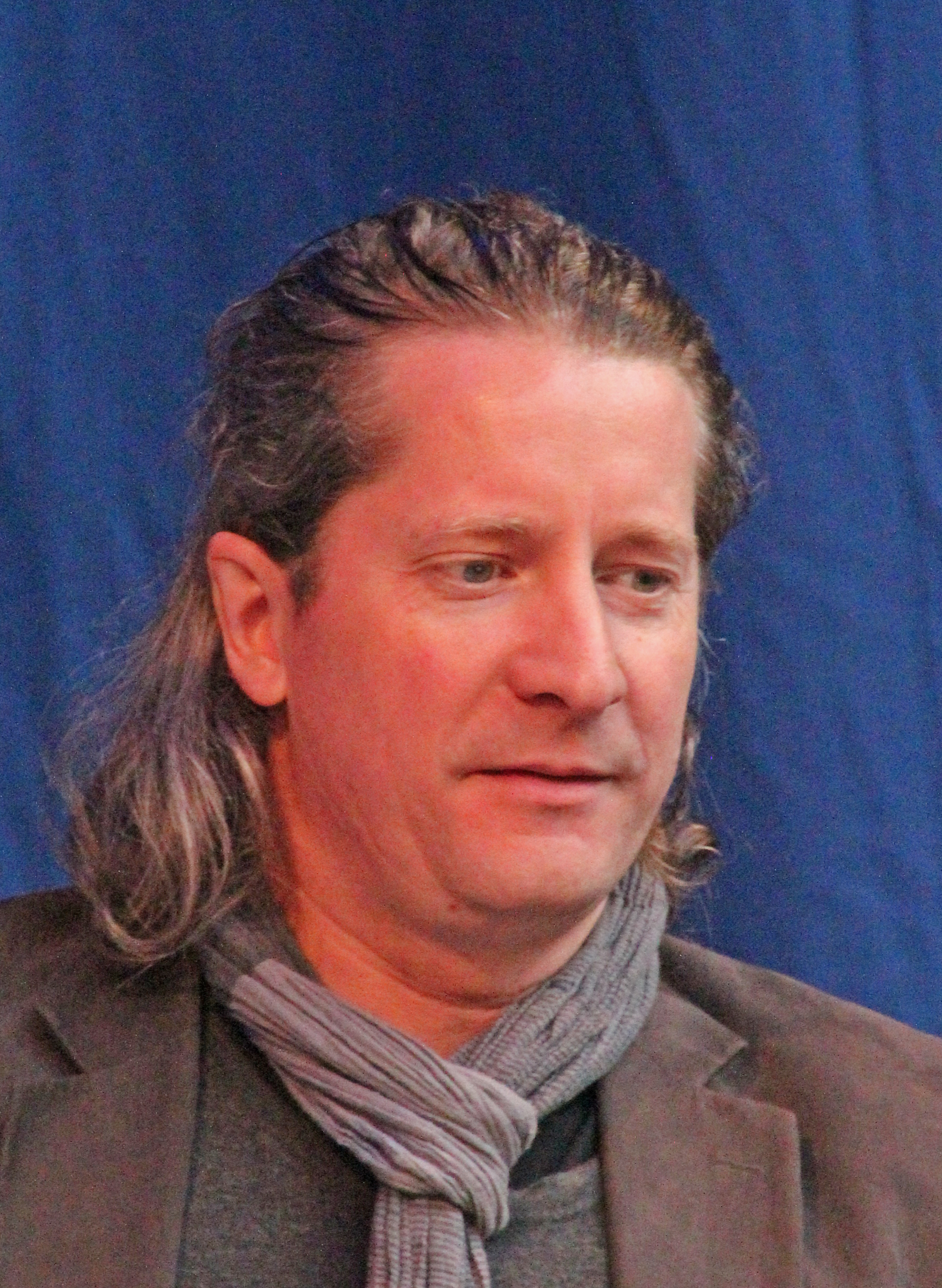
Jens Düppe 2017 bei Jazz im Palmengarten in Frankfurt

Jens Düppe (* 1974 in Schwäbisch Hall) ist ein deutscher Schlagzeuger, Komponist und Bandleader des Modern Jazz.

## Leben und Wirken
Düppe erhielt früh Klavierunterricht und begann im Alter von zehn Jahren, Schlagzeug zu lernen. Er studierte an der Hochschule für Musik Franz Liszt Weimar und ab 1996 am Conservatorium voor Muziek in Amsterdam, wo er aufbauend auf den regulären Studiengang seinen Master absolvierte. Während seiner Studienzeit erhielt er 2001 Stipendien für Arbeitsaufenthalte in New York City.
Düppe war Mitte der 1990er Jahre Mitglied des Bundesjazzorchesters. 2003 wurde er von Albert Mangelsdorff ins Deutsch-Französische Jazz Ensemble geholt; auch spielte er in dessen Quintett mit Wolfgang Dauner. Er ist Mitglied von Matthias Schriefls Quartett Shreefpunk, des Cologne Contemporary Jazz Orchestra, des Anke Helfrich Trios und der Bands von Oliver Leicht, Matthias Bergmann und Pascal Schumacher. Weiterhin spielt er mit dem bulgarischen Pianisten Dimitar Bodurov, der Folklore seiner Heimat mit Jazz verschneidet, im Trio und im Duo Neofobic.
Düppe konzertierte u. a. mit Maria Schneider, Kenny Werner, Lee Konitz,  Toots Thielemans, Ack van Rooyen, Charlie Mariano, Bert Joris, Scott Hamilton, Ferdinand Povel, Markus Stockhausen, Caroline Thon, Simin Tander, der NDR Bigband und der hr-Bigband. Auch nahm er mit Tom Gaebel, Annette Neuffer, Lars Duppler, Olaf Polziehn, Stefan Karl Schmid, Anke Helfrich, Felix Fromm, Frank Sackenheim und Elke Bartholomäus auf. In den letzten Jahren ist er zunehmend als Leader eigener Bands wie auch als Veranstalter der experimentellen Konzertreihe „Kommunikation 9“ in Erscheinung getreten. Im Jahr 2025 tourte Francesco Bearzatti als Feature-Stargast in Deutschland mit dem Jens Düppe Quartett.
2019 erhielt Düppe den WDR Jazzpreis (Improvisation). 2006 bis 2008 war er Schlagzeugdozent des Bundesjazzorchesters. Er lebt in Köln.

## Diskographische Hinweise

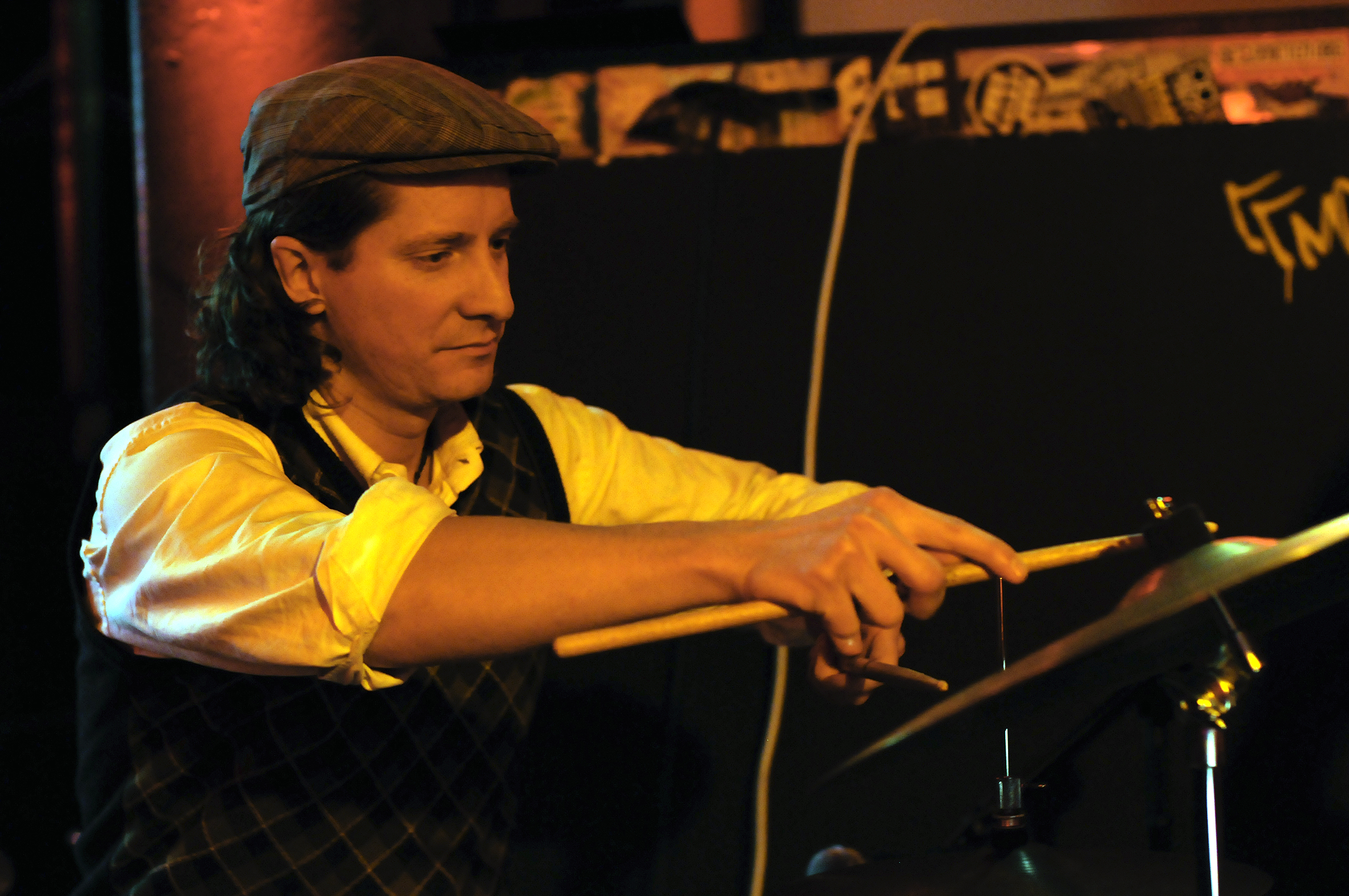
Jens Düppe 2011 im Kölner ARTheater, Foto: Gerhard Richter

- Marcus Bartelt, Martin Sasse, Johannes Behr, Ingo Senst, Jens Düppe: Into the Blue (yvp music 2009)
- Anima (double moon 2015, mit Frederik Köster, Lars Duppler, Christian Ramond)[4]
- Dancing Beauty (Personality Records 2017, mit Frederik Köster, Lars Duppler, Christian Ramond)
- Studio Konzert (Neuklang, 2019, mit Frederik Köster, Lars Duppler, Christian Ramond)
- ego_D (enja 2022, solo, mit vokalen Gastbeiträgen von Jabul, Jocelyn B. Smith und Germana Olivieri)[5]
- Jens Düppe Quartet: Ten years (Jazz on Vinyl 2023)
- ISM (enja, 2025, mit Frederik Köster, Francesco Bearzatti, Lars Duppler, Christian Ramond)